# Gaius Julius Camilius Asper (consul suffect)
 (mai 2016).
Gaius Julius Camilius Asper est un homme politique de l'Empire romain.

## Vie
Il est le fils de Gaius Julius Camilius Asper.
Il est consul suffect dans une année inconnue.
Il est le père de Julia, femme de Gaius Maesius Fabius Titianus, c.i. et patrice, fils de Gaius Maesius Aquilius Fabius Titianus et de sa femme Fonteia Frontina.